# System sądowniczy Izraela
System sądowniczy Izraela – sądownictwo w Izraelu ma zagwarantowaną przez prawo całkowitą niezależność od władzy ustawodawczej i wykonawczej.
Sędziowie mianowani są przez prezydenta i mogą piastować tę funkcję do 70 roku życia.
System sądowniczy składa się z trzech poziomów:
- sądy magistrackie – zajmują się wykroczeniami cywilnymi i drugorzędnymi,
- sądy okręgowe – zajmują się wszystkimi wykroczeniami kryminalnymi i cywilnymi, które nie leżą w kompetencji sądów niższej instancji i
- Sąd Najwyższy (obejmujący swymi kompetencjami obszar całego kraju).

Istnieją także sądy specjalne, zajmujące się specjalnymi sprawami takimi, jak wykroczenia drogowe, kwestie prawa pracy, przestępstwa nieletnich i inne. Sprawy dotyczące stanu cywilnego obywateli (śluby i rozwody) leżą w gestii sądów różnych gmin religijnych.
Deklaracja Niepodległości 1948 formułuje podstawę prawodawstwa, które gwarantuje prawa wszystkim społecznościom zamieszkującym Izrael – począwszy od ochrony świętych miejsc, prawa do głosowania, obowiązkowej nauki do prawa do otrzymywania jednakowej zapłaty za jednakową pracę. Wszyscy obywatele Izraela są równi wobec prawa. Podstawową zasadą jest wolność słowa, prawo do zgromadzeń, wolność prasy i przynależności politycznej oraz prawo do strajku i demonstracji.

## Sąd Najwyższy

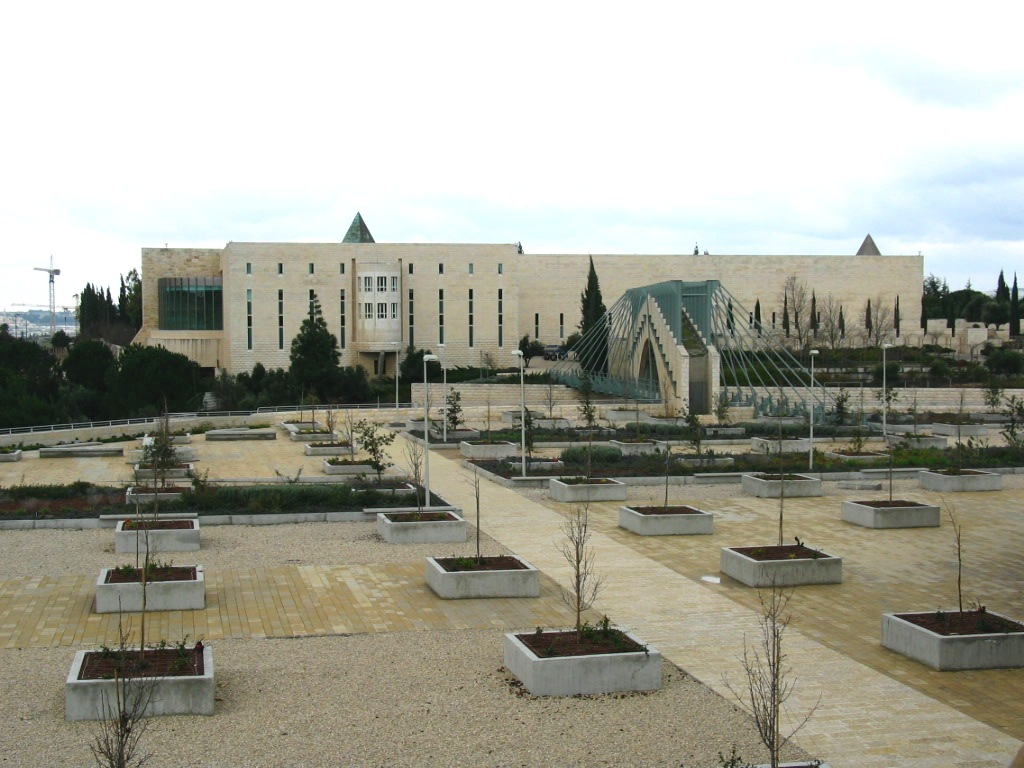
Siedziba Sądu Najwyższego w Jerozolimie

Sąd Najwyższy (Beit Hamishpat Haelyon, hebr. בית המשפט העליון) jest organem umiejscowionym na szczycie hierarchii sądownictwa w Izraelu. Członkowie tego ciała powoływani są przez prezydenta, spośród kandydatów przedstawionych mu przez specjalny komitet (składający się m.in. z ministra sprawiedliwości, członków Knesetu i części sędziów samego Sądu Najwyższego). O liczbie sędziów decyduje w uchwale Kneset – zwykle wynosi ona 12, choć obecnie jest 14 członków Sądu.
Kompetencje:
- najwyższy sąd apelacyjny,
- sąd kasacyjny w sprawach o szczególnie dużym ciężarze gatunkowym,
- organ właściwy dla orzekania o legalności działalności najwyższych instytucji państwowych (np. rząd), a także o zgodności aktów prawnych uchwalanych przez Kneset z Prawami Fundamentalnymi.

## Sądy religijne
Od 2005 żydowskie sądy religijne znajdują się pod kontrolą biura premiera i naczelnego rabinatu Izraela. Te sądy, których sędziowie (dayanim) wybierani są przez Kneset, mają przyznaną jurysdykcję w czterech zakresach:
- kwestie koszerności pożywienia (kashrut),
- kwestie Szabatu,
- sprawy związane z pochówkiem i małżeństwem (zwłaszcza rozwody),
- kwestie konwersji na judaizm (głównie związane ze statusem imigranta).

Także muzułmanie i chrześcijanie zamieszkujący Izrael, posiadają własne sądy religijne. Sędziowie (kaddis) sądów dla muzułmanów i dla Druzów, wybierani są także przez Kneset. Sądy muzułmańskie mają szersze uprawnienia w sprawach rodzinnych niż ich żydowski odpowiednik.
Powyższy system obowiązuje od porozumienia z władzami mandatu brytyjskiego jeszcze sprzed ustanowienia państwa Izrael w 1948.